# 285e régiment d'infanterie

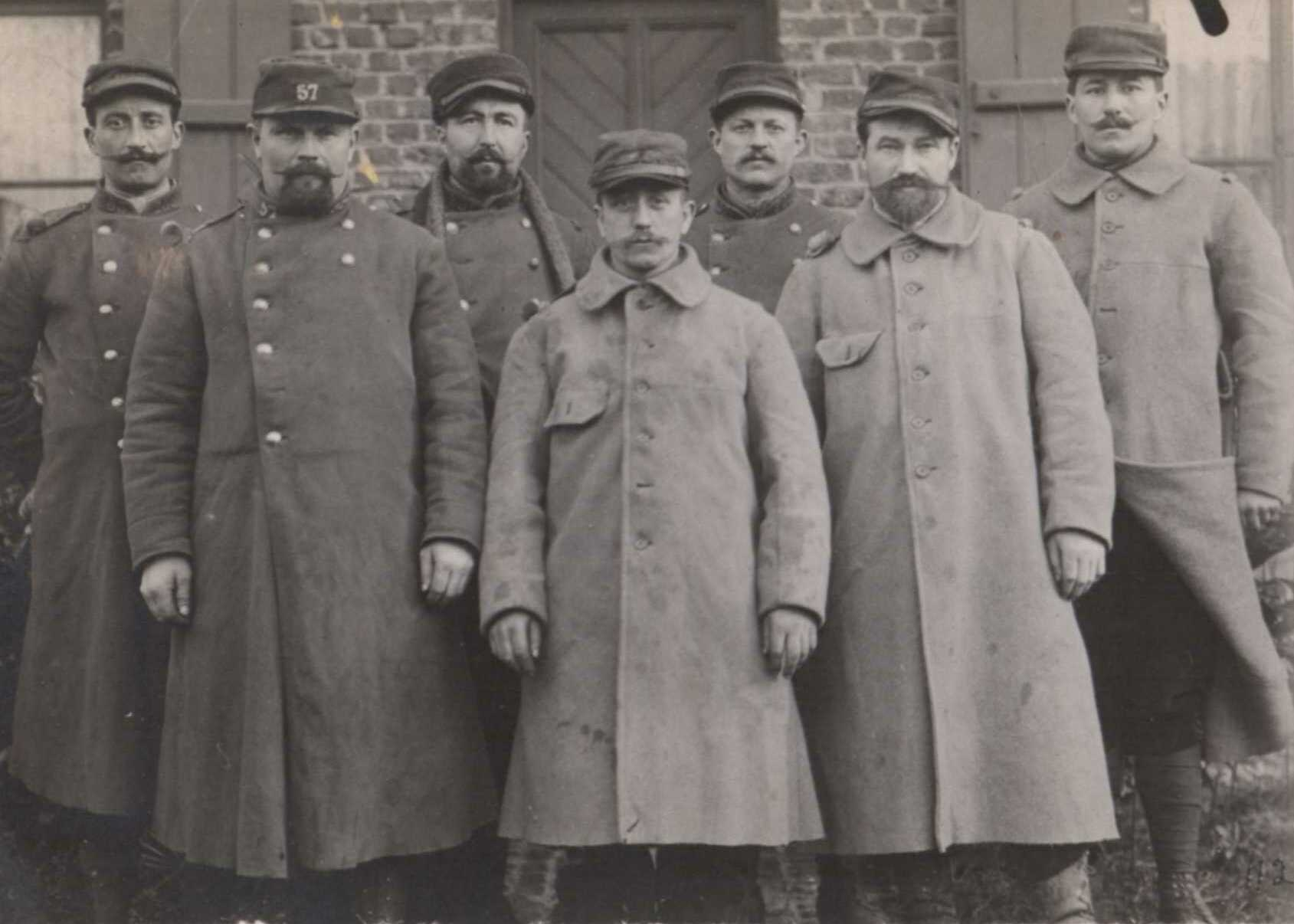
Soldats du 285 RI dans les corons de Bully-Grenay en 1915.

Le 285e régiment d'infanterie (285e RI) est un régiment d'infanterie de l'Armée de terre française constitué en 1914 avec les bataillons de réserve du 85e régiment d'infanterie.
À la mobilisation, chaque régiment d'active créé un régiment de réserve dont le numéro est le sien plus 200.

## Création et différentes dénominations
- Août 1914 : Création du 285e Régiment d'Infanterie
- Avec les 213e et 295e R.I, il formait la 116e brigade d’infanterie laquelle était rattachée à la 58e Division constituée dans la 8e région militaire à Dijon dès le 2 août 1914 à partir d'éléments provenant de Bourges, Nevers, Chalon-sur-Saône, Mâcon, Autun, Cosne et Dijon.

- À la mobilisation, la 58e D.I faisait partie du 1er Groupe de Réserve. En juin 1917, elle est rattachée au 8e Corps d’Armée.

## Historique des garnisons, combats et batailles du285eRI

### Première Guerre mondiale

#### Affectations
- 58e Division d'Infanterie d'août 1914 à décembre 1915

#### 1915
- En Décembre 1915, le 285e R.I est dissous. Le 5e bataillon passe au 256e R.I, le 6e bataillon passe au 295e R.I. .

## Drapeau
Il porte, cousues en lettres d'or dans ses plis, les inscriptions suivantes :
- Alsace 1914
- Artois 1915